# Flywaterrat
De Flywaterrat (Leptomys signatus) is een knaagdier uit het geslacht Leptomys dat voorkomt op Nieuw-Guinea. Van deze soort zijn vier exemplaren bekend, die gevangen zijn langs de benedenloop van de Fly River in de Papoea-Nieuw-Guineese Western Province.
Deze soort verschilt van de andere Leptomys-soorten doordat de vacht korter en dichter is en doordat er een witte vlek op het voorhoofd zit. De kop-romplengte (van het holotype) bedraagt 144 mm, de staartlengte 151 mm, de achtervoetlengte 38 mm en de oorlengte 19 mm. Vrouwtjes hebben 0+2=4 mammae.
Grootpootwaterrat (Leptomys elegans) · Leptomys ernstmayri · Flywaterrat (Leptomys signatus)